# Aleksander Lapin
Aleksander Pavlovich Lapin (em russo: Александр Павлович Лапин; nascido em 1 de janeiro de 1964) é um militar do Exército da Rússia que comandou o Distrito Militar Central de 22 de novembro de 2017 até 29 de outubro de 2022. Ele foi promovido a coronel-general em 2019.
Na invasão da Ucrânia pela Rússia de 2022, Lapin comandou o Distrito Militar Central até o fim da contraofensiva de Carcóvia.
Em janeiro de 2023, foi apontado como o Chefe do Estado Maior das Forças Terrestres da Rússia.

## Biografia

### Início de carreira
Aleksander Lapin nasceu em Kazan, na União Soviética, em 1.º de janeiro de 1964.
Após concluir o ensino médio, estudou no Instituto Químico-Tecnológico de Kazan entre 1981–1982. Em 1982 teve que parar os estudos para servir ao Exército Vermelho, mais especificamente nas Forças de Defesa Aérea Sovieticas.

### Distrito Militar Central
A partir 22 de novembro de 2017, Lapin começou a comandar o Distrito Militar Central russo.
Em junho de 2022, foi revelado que Aleksander Lapin era o comandante do Distrito Militar Central, engajado na invasão da Ucrânia pela Rússia.
Após a Segunda Batalha de Lyman, Lapin foi duramente criticado pelo líder da Chechênia, Ramzan Kadyrov. Kadyrov culpou Lapin pela retirada russa do oblast de Carcóvia, dizendo que rebaixaria Lapin à patente de recruta, tiraria suas medalhas e o mandaria para a linha de frente.
Em 29 de outubro de 2022, Lapin foi demitido do cargo de comandante do Distrito Militar Central, substituído por Alexander Linkov.

### Chefe do Estado Maior das Forças Terrestres
Em 10 de janeiro de 2023, a mídia russa informou que Lapin havia sido designado para o cargo de Chefe do Estado Maior das Forças Terrestres da Rússia.

## Prêmios e honrarias
- Herói da Federação Russa
- Ordem de São Jorge, 4.º grau (2017)[13][14]
- Ordem por Mérito à Pátria